# Confédération générale des travailleurs (Brésil)
Pour les articles homonymes, voir CGT.
La Confederação Geral dos Trabalhadores (CGT - Confédération générale des travailleurs) est un ancien syndicat brésilien, affillié à la Confédération syndicale internationale (1986 - 2007). 

## Histoire
Fondée en mars 1986, sous le nom de Central Geral dos Trabalhadores, elle prend le nom de Confederação Geral dos Trabalhadores en 1988.
Elle a fusionné le 19 juillet 2007 avec deux autres organisations syndicales pour former l’União Geral dos Trabalhadores.

## Syndicats affiliés
En 2003, la confédération était constituée de 1 056 entités (2 600 000 syndiqués), soit 1 017 syndicats de base, 4 confédérations nationales et 35 fédérations nationales/régionales et étatiques.